# Paul Artaria

Barrio de Neubühl en Zúrich (1930-1932), de Paul Artaria, Rudolf Steiger, Max Ernst Haefeli, Werner Max Moser, Emil Roth, Carl Hubacher y Hans Schmidt

Paul Artaria (Basilea, 6 de agosto de 1892-Heiden, 25 de septiembre de 1959) fue un arquitecto racionalista suizo. 

## Trayectoria
Estudió delineación y, en 1913, entró a trabajar en el estudio del arquitecto y urbanista Hans Bernoulli en Basilea. Allí conoció a Hans Schmidt, con el que se asoció entre 1926 y 1930. Durante este corto período de tiempo el tándem Artaria-Schmidt produjo numerosas obras notables, muchas de ellas de carácter experimental, como el taller del pintor Willi Wenk en Riehen (1926), que puso de manifiesto el principio de la planta extensible y el esqueleto portante, así como ilustró los beneficios de la prefabricación en la construcción en madera; la villa Colnaghi en Riehen (1927), donde combinaron el esqueleto de acero y las losas de hormigón celular prefabricadas; y la villa Schaeffer (1927-1929), que diseñaron como un módulo medianero que se podía repetir en hileras. Fueron autores también de las viviendas para madres solteras de Basilea (1928-1930) y los asentamientos cooperativos de Eglisee en Basilea (1929-1930).
En 1927 participaron en la distribución interior y amueblamiento de las casas proyectadas por Ludwig Mies van der Rohe para la exposición Weißenhofsiedlung de Stuttgart. En 1928 fueron miembros fundadores del CIAM (Congreso Internacional de Arquitectura Moderna), fundado en el castillo de La Sarraz en Suiza.
Entre 1930 y 1932 los dos socios intervinieron en la construcción de la nueva urbanización tipo Werkbundsiedlung del barrio de Neubühl en Zúrich (1930-1932), junto a Emil Roth, Max Ernst Haefeli, Werner Max Moser, Carl Hubacher y Rudolf Steiger, un claro ejemplo de viviendas colectivas de carácter popular como los elaborados en Alemania, con un trazado de casas unifamiliares adosadas en hilera.
Pese a lo efímero de su colaboración, la sociedad de Artaria y Schmidt supuso un hito en la historia del Movimiento moderno por sus proyectos racionales y realistas, especialmente sus prototipos de viviendas y sus conjuntos de colonias de viviendas de diseño económico y funcional, los cuales tuvieron una amplia difusión a través de revistas como ABC, que editaba el propio Schmidt junto a Mart Stam, El Lissitzky y Emil Roth.
Tras su separación, Artaria se especializó en arquitectura de interiores, materia que también impartió de forma docente en la Escuela de Artes y Oficios de Basilea.